# Bahnstrecke Flamboin-Gouaix–Montereau
| Aufgelassener Haltepunkt Noslong-Marolles, BK 115,4, 2014 |                      |                                                                |                                                                |
| Streckennummer (SNCF): | 831 000              |                                                                |                                                                |
| Kursbuchstrecke (SNCF): | 153 (ehem. 228)      |                                                                |                                                                |
| Streckenlänge: | 27,7 km              |                                                                |                                                                |
| Spurweite: | 1435 mm (Normalspur) |                                                                |                                                                |
| Maximale Neigung: | 4 ‰                  |                                                                |                                                                |
| Streckengeschwindigkeit: | 40 km/h              |                                                                |                                                                |
| Zweigleisigkeit: | ehem. ja             |                                                                |                                                                |
| |                      |                                                                |                                                                |
| \| \| \| Bahnstrecke Paris–Mulhouse von Mulhouse \| \| \| \| 95,1 \| Flamboin-Gouaix \| 59 m \| \| \| \| Bahnstrecke Paris–Mulhouse nach Paris-Est \| \| \| \| 98,3 \| Voulzie (14 m) \| Voulzie (14 m) \| \| \| 99,1 \| Les Ormes-sur-Voulzie \| 60 m \| \| \| 101,2 \| Auxence \| Auxence \| \| \| \| S.E. Jouy-le-Châtel à Bray-sur-Seine von Jouy (1 m, 1904–1950) \| \| \| \| 102,7 \| Vimpelles \| 56 m \| \| \| \| S.E. Jouy-le-Châtel à Bray-sur-Seine nach Bray-sur-Seine \| \| \| \| 106,2 \| Auxence (12 m) \| Auxence (12 m) \| \| \| 109,5 \| Vieille-Seine (10 m) \| Vieille-Seine (10 m) \| \| \| 110,0 \| Châtenay-sur-Seine \| 53 m \| \| \| 111,5 \| Courcelles-en-Bassée \| 52 m \| \| \| 115,4 \| Noslong-Marolles \| 53 m \| \| \| 109,5 \| Seine \| Seine \| \| \| 118,7 \| A 5 (104 m) \| A 5 (104 m) \| \| \| 118,844,0 \| LGV Sud-Est Paris-Lyon / Marseille \| LGV Sud-Est Paris-Lyon / Marseille \| \| \| \| Service de Montereau \| \| \| \| 121,5 \| Yonne (124 m) \| Yonne (124 m) \| \| \| \| Bahnstrecke Paris–Marseille von Marseille \| \| \| \| 122,778,6 \| Montereau \| 53 m \| \| \| \| Bahnstrecke Montereau–Château-Landon (1 m) nach Chât.-Landon \| \| \| \| \| Bahnstrecke Corbeil-Essonnes–Montereau nach Corbeil-Essonnes \| \| \| \| \| Bahnstrecke Paris–Marseille nach Paris-Lyon \| \| |                      |                                                                |                                                                |
| |                      | Bahnstrecke Paris–Mulhouse von Mulhouse                        |                                                                |
| Dienststation / Betriebs- oder Güterbahnhof | 95,1                 | Flamboin-Gouaix                                                | 59 m                                                           |
| Abzweig geradeaus und nach rechts |                      | Bahnstrecke Paris–Mulhouse nach Paris-Est                      | Bahnstrecke Paris–Mulhouse nach Paris-Est                      |
| Brücke über Wasserlauf | 98,3                 | Voulzie (14 m)                                                 | Voulzie (14 m)                                                 |
| ehemaliger Haltepunkt / Haltestelle | 99,1                 | Les Ormes-sur-Voulzie                                          | 60 m                                                           |
| Brücke über Wasserlauf | 101,2                | Auxence                                                        | Auxence                                                        |
| U-Bahn-Strecke nach halblinks und von rechts · Strecke |                      | S.E. Jouy-le-Châtel à Bray-sur-Seine von Jouy (1 m, 1904–1950) | S.E. Jouy-le-Châtel à Bray-sur-Seine von Jouy (1 m, 1904–1950) |
| U-Bahn-Bahnhof · Haltepunkt / Haltestelle | 102,7                | Vimpelles                                                      | 56 m                                                           |
| U-Bahn-Strecke nach links · Kreuzung geradeaus unten · U-Bahn-Strecke quer |                      | S.E. Jouy-le-Châtel à Bray-sur-Seine nach Bray-sur-Seine       | S.E. Jouy-le-Châtel à Bray-sur-Seine nach Bray-sur-Seine       |
| Brücke über Wasserlauf | 106,2                | Auxence (12 m)                                                 | Auxence (12 m)                                                 |
| Brücke über Wasserlauf | 109,5                | Vieille-Seine (10 m)                                           | Vieille-Seine (10 m)                                           |
| ehemaliger Bahnhof | 110,0                | Châtenay-sur-Seine                                             | 53 m                                                           |
| Dienststation / Betriebs- oder Güterbahnhof | 111,5                | Courcelles-en-Bassée                                           | 52 m                                                           |
| ehemaliger Haltepunkt / Haltestelle | 115,4                | Noslong-Marolles                                               | 53 m                                                           |
| Brücke über Wasserlauf | 109,5                | Seine                                                          | Seine                                                          |
| Brücke | 118,7                | A 5 (104 m)                                                    | A 5 (104 m)                                                    |
| Strecke quer · Kreuzung geradeaus oben · Strecke quer | 118,844,0            | LGV Sud-Est Paris-Lyon / Marseille                             | LGV Sud-Est Paris-Lyon / Marseille                             |
| Betriebsstelle Streckenanfang und quer · Abzweig geradeaus und von rechts |                      | Service de Montereau                                           | Service de Montereau                                           |
| Brücke über Wasserlauf | 121,5                | Yonne (124 m)                                                  | Yonne (124 m)                                                  |
| Abzweig geradeaus und von links |                      | Bahnstrecke Paris–Marseille von Marseille                      | Bahnstrecke Paris–Marseille von Marseille                      |
| U-Bahn-Kopfbahnhof Streckenanfang · Bahnhof | 122,778,6            | Montereau                                                      | 53 m                                                           |
| U-Bahn-Strecke nach links · Kreuzung geradeaus oben · U-Bahn-Strecke quer |                      | Bahnstrecke Montereau–Château-Landon (1 m) nach Chât.-Landon   | Bahnstrecke Montereau–Château-Landon (1 m) nach Chât.-Landon   |
| Abzweig geradeaus und nach rechts |                      | Bahnstrecke Corbeil-Essonnes–Montereau nach Corbeil-Essonnes   | Bahnstrecke Corbeil-Essonnes–Montereau nach Corbeil-Essonnes   |
| |                      | Bahnstrecke Paris–Marseille nach Paris-Lyon                    |                                                                |

Die Bahnstrecke Flamboin-Gouaix–Montereau ist eine knapp 28 km lange, eingleisige Eisenbahnstrecke im südlichen Teil des Französischen Départements Seine-et-Marne.
Sie verbindet außerhalb des Großraums Paris die beiden Magistralen Paris–Marseille und Paris–Mulhouse. Nachdem sie seit 1939 für den Personenverkehr aufgegeben wurde,  fanden bis in die 1980er Jahre nur noch gelegentliche Güterfahrten statt, inzwischen ist sie aber allmählich für den Güterverkehr wiederbelebt worden. Seit Oktober 2008 verkehren auf dem westlichen Teil ab Courcelles-en-Bassée wieder Züge mit Zuschlagstoffen. Seit Anfang 2012 ist sie auf ihrer gesamten Strecke modernisiert und reaktiviert.

## Geschichte

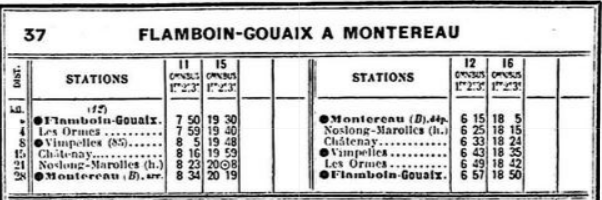
Personenzugfahrplan 1920

Initiator dieser Strecke war die Compagnie du chemin de fer de Montereau à Troyes, die am 10. April 1848 diese etwa 100 km lange Strecke eröffnen konnte. Vorausgegangen waren die üblichen Konzessions- und Genehmigungsprozesse zwischen dem Konzessionär in Person der Herren Étienne Vauthier (1789–1868), Bürgermeister von Troyes, Maxime Gallice-Dalbanne (1789–1859) sowie Paul Séguin und dem Ministerium für öffentliche Arbeiten und Verkehr. Am 17. September 1853 übernahm die Compagnie des chemins de fer de l’Est diesen Streckenteil, der im Bahnhof Montereau eine Verbindung mit der Chemins de fer de Paris à Lyon et à la Méditerranée (PLM) herstellte und gliederte sie als eigenständige Strecke aus.
Schon bevor 1939 der Personenverkehr aufgegeben wurde, verlor die Strecke auch ihr zweites Gleis, sodass sie bis heute auf gesamter Länge nur eingleisig betrieben werden kann. Schon 1920 gab es täglich nur zwei Zugpaare. In den 1940er und 1950er Jahren diente die Strecke als Entlastung und Ersatz für die Bahnstrecke Paris–Mulhouse von / nach Noisy-le-Sec, insbesondere während der Zerstörung und dem Wiederaufbau des Viaduc de Nogent-sur-Marne. Bis in die 1980er Jahre gab es eine Nutzung für militärische Zwecke.
Seit 1983 besteht der Anschluss an die LGV Sud-Est, die Paris mit dem Mittelmeerraum verbindet. Von Flamboin kommend ist eine kreuzungsfreie Fahrt in beide Richtungen möglich. Die dafür eingerichtete Betriebsstelle Service de Montereau war für den Bau angelegt worden und besteht noch heute. Im weiteren, etwa acht Kilometer langen Verlauf der Strecke wurden ab Montereau Streckensanierungen durchgeführt. Am 16. Oktober 2008 konnte der Abschnitt wieder geöffnet werden, auch, um einen Nebenanschluss (ITE Cemex) zu bedienen und so Belastungen im Straßenverkehr zu verringern. Auch andere Unternehmen im Bausektor zeigten Interesse an eine Anbindung. Im Sommer 2010 wurde eine vollständige Wiederinbetriebnahme der gesamten Strecke für Güterzüge von der Réseau ferré de France (RFF) geprüft und für notwendig erachtet. Dabei wurde ein mehrfacher Bedarf festgestellt. Ein Vertrag zwischen RFF und dem Département Seine-et-Marne regelt seitdem die Bedingungen für den Betrieb der Strecke. Die bisherigen Kosten belaufen sich auf 14 Mio. Euro. Seit 30. Januar 2012 ist die vollständige Befahrung sichergestellt. Eine Totalsanierung steht aber noch aus und wird auf 100 Mrd. Euro geschätzt. Eine Einsparung von 15.000 LKW-Fahrten jährlich seinen möglich, so der Nationalparlamentsabgeordnete Matthieu Marchio (* 1993) vom Rassemblement National.